# Solus (dystrybucja Linuksa)
Solus – niezależna dystrybucja Linuksa przeznaczona dla komputerów osobistych. Jest rozwijany jako rolling release pod hasłem „Install Today. Update Forever” angielskie „Zainstaluj dzisiaj. Aktualizuj na zawsze”. Solus zawiera szeroką gamę środowisk graficznych w zależności od wybranego wydania, opcje obejmują stworzone przez deweloperów dystrybucji Budgie, GNOME, MATE i KDE Plasma 5.

## Historia
20 września 2015 r. Ikey Doherty ogłosił, że „Solus 1.0 zostanie nazwany Shannon, od rzeki Shannon w Irlandii”, informując, że „nazwy wydań będą kontynuowały konwencje, używania nazw irlandzkich rzek”.
W lipcu 2016, Solus ogłosił porzucenie koncepcji stałych wydań punktowych i przejście na model roling release.
W styczniu 2017 r. Doherty ogłosił, że Solus dostanie obsługę paczek Flatpak. Znacznie poprawi to dostępność oprogramowania od dostawców, których licencje na oprogramowanie uniemożliwiają dystrybucję za pośrednictwem własnego repozytorium oprogramowania Solus. W sierpniu Doherty ogłosił, że Solus przyjmie także paczki Snap. Posiadanie zarówno Flatpak, jak i Snapów rozwiąże problem z dystrybucją Google Chrome i zapewni użytkownikom większy wybór oprogramowania.
13 czerwca tego samego roku ogłoszono, że zespół programistów został rozszerzony o Stefana Rica, a Ikey Doherty – wcześniej pracujący w firmie Intel nad Clear Linux – rozpoczął pracę na pełny etat nad Solusem.
W dniu 2 listopada 2018 r. portal technologiczny Phoronix opublikował otwarty list od oryginalnego założyciela Ikeya Doherty’ego informujący, że wycofuje się z projektu, przekazując zespołowi programistycznemu „wszelkie prawa intelektualne, dotyczące nazewnictwa i marki związane z własnością Solus […] z natychmiastowym i trwałym skutkiem, uznając ich za oficjalnych właścicieli i kierownictwo projektu”.

## Wydania i odbiór

### Wydania punktowe
Solus 1.0 „Shannon” został wydany 27 grudnia 2015 r. Jessie Smith opisał wydanie w DistroWatch Weekly, cotygodniowej kolumnie opinii i podsumowaniu wydarzeń ze świata dystrybucji. Podczas gdy napotkał „wiele drobnych uciążliwości” takich jak „Solus panikujący i wyłączający się” doszedł do wniosku, że „Solus 1.0 oznacza dobry start”.
Solus 1.1 został wydany 2 lutego 2016 r. Bloger HecticGeek Gayan opisał Solus 1.1 jako „dobrze zoptymalizowany system operacyjny”, chwaląc go za szybsze niż Ubuntu 15.10 uruchamianie i wyłączanie. Ze względu na kilka napotkanych problemów z użytecznością zalecił odczekać kolejny rok przed ponownym wypróbowaniem.
Solus 1.2 został wydany 20 czerwca 2016 r. Michael Huff opisał Solusa w swojej recenzji „Finding Solace in Solus Linux” jako unikalny i oryginalny projekt dla „tych, którzy niechętnie podróżują po galaktyce Linuksa”.
Solus 1.2.0.5 został wydany 7 września 2016 r. Michael Huff, programista i analityk danych, napisał w swoim drugim przeglądzie Solus we „Freedom Penguin”, że „w końcu mamy moc i łatwość użycia komputera Mac w dystrybucji Linuksa” i „że jedyni ludzie, którzy potrzebują używać Solusa to ci, którzy cenią sobie radość w informatyce”, chwaląc system operacyjny jako jeden z niewielu niezależnych projektów, które zapewniły „ciasny kult, który ma potencjał masowego odwołania się”.
Solus 1.2.1 został wydany 19 października 2016 r. Jest to ostatnia wersja Solusa wydana jako wydanie punktowe, a wszystkie przyszłe wersje będą oparte na modelu migawkowym (system operacyjny będzie rozwijany jako roling release).

### Wydania ciągłe
Solus 2017.01.01.0, migawka wydana po przyjęciu modelu roling release, ukazała się 1 stycznia 2017 r.
Solus 2017.04.18.0, został wydany 18 kwietnia 2017 r.
Solus 3 został wydany 15 sierpnia 2017 r.
Solus 3.9999 (Solus 3 ISO Refresh) został wydany 20 września 2018 r.
Solus 4.0 „Fortitude” został wydany 17 marca 2019 roku. Ogłaszając wydanie, Joshua Strobl, lider od doświadczeń z użytkowania Solusa, stwierdził, że Solus 4.0 dostarcza „zupełnie nowe doświadczenia związane ze środowiskiem Budgie, zaktualizowany zestaw domyślnych aplikacji i motyw oraz obsługe nowego sprzętu”.

## Wersje
Solus jest obecnie dostępny w trzech wersjach:
- Sztandarowa edycja Budgie, „bogaty w funkcje, luksusowy pulpit z najnowocześniejszymi technologiami”[2];
- Wydanie GNOME, używające środowiska graficznego GNOME, „współczesne środowisko graficzne”[2];
- Edycja MATE używająca środowiska graficznego MATE, „tradycyjny pulpit dla zaawansowanych użytkowników i starszego sprzętu”[2].

Peter O’Connor pracuje nad implementacją środowiska KDE Plasma 5, która nie jest oficjalnie wspierana, ale jest rozwijana jako „powoli rozwijająca się opcja przyszłości”.

### Budgie
Ikey Doherty stwierdził, że w odniesieniu do Budgie „chciał czegoś, co byłoby nowoczesnym podejściem do tradycyjnego pulpitu, ale nie było zbyt tradycyjne”, mając na celu zachowanie równowagi między estetyką a funkcjonalnością.

## Zespół

### Zespół podstawowy
- Joshua Strobl [JoshStrobl] – lider od doświadczenia z użytkowania
- Peter O’Connor [sunnyflunk] – lider od wydajności
- Bryan T. Meyers [DataDrake] – kierownik techniczny

### Globalni opiekunowie
- Pierre-Yves [kyrios]
- Joey Riches [joebonrichie]
- Friedrich von Gellhorn [sunnyflunk]
- Rune Morling [ermo][31]

## Funkcje

### Kurowanyrolling release
Solus przynosi aktualizacje swoim użytkownikom za pomocą modelu kurowanego rolling release. Jest to roling release w tym sensie, że po zainstalowaniu użytkownicy końcowi mają gwarancję ciągłego otrzymywania aktualizacji zabezpieczeń i oprogramowania do instalacji Solus bez obawy, że ich system operacyjny straci wsparcie. Ten ostatni przypadek dotyczy zazwyczaj wersji stałych systemów operacyjnych, takich jak Fedora i Ubuntu, ale także Microsoft Windows. Marius Nestor z Softpedia stwierdził, że wszystkie systemy operacyjne powinny korzystać z modelu rolling release, aby zmniejszyć obciążenie programistów i deweloperów oraz aby najnowsze technologie były dostępne dla użytkowników końcowych, gdy tylko będą gotowe.
W porównaniu z innymi systemami operacyjnymi, takimi jak Arch Linux – które dostarczają najnowocześniejsze oprogramowanie, tj. Oprogramowanie tak nowe, że istnieje duże ryzyko, że mogą wystąpić awarie oprogramowania, które sprawią, że system stanie się częściowo lub całkowicie bezużyteczny, Solus stosuje nieco bardziej konserwatywne podejście do aktualizacji oprogramowania, stąd termin kurowany rolling release. W przeciwieństwie do Archa, oprogramowanie na Solusie jest powszechnie określane jako nowatorskie, zazwyczaj wyłączając oprogramowanie beta, i jest wydawane po krótkim okresie testowania (w niestabilnym repozytorium oprogramowania) użytkownikom końcowym w celu zapewnienia bezpieczniejszych, bardziej stabilnych i niezawodnych aktualizacji. Poprzez nadanie priorytetu użyteczności (kurowany rolling release) w porównaniu z dostępnością (czysta wersja ciągła), Solus zamierza udostępnić system operacyjny na szerszym rynku docelowym niż Arch Linux, który jest skierowany głównie do bardziej zaawansowanych użytkowników posiadających dogłębną wiedzę techniczną na temat systemu.
Solus jest także kuratorską wersją umożliwiającą użytkownikom uczestniczenie w rzeczywistym procesie kuratorskim, rozumianym szeroko jako proces, w którym oprogramowanie jest wybierane, utrzymywane i aktualizowane (po stronie serwera w repozytoriach oprogramowania systemu operacyjnego oraz po stronie klienta w systemie komputerowym użytkowników końcowych). Dokładniej, w przeciwieństwie do innych systemów operacyjnych z różnymi „wymuszonymi mechanizmami aktualizacji”, użytkownik Solus ma swobodę wyboru tego, co zostanie zaktualizowane i kiedy aktualizacje zostaną zastosowane (jeśli w ogóle), z wyjątkiem obowiązkowych aktualizacji zabezpieczeń.

### Dostępność oprogramowania
Solus jest instalowany z szeroką gamą oprogramowania, które zawiera najnowsze wersje Firefoxa, Thunderbirda, Transmission i GNOME MPV. Menadżerem pakietów dystrybucji jest eopkg. Do instalacji oprogramowania można wykorzystać zarówno polecenia terminala, jak i graficzną nakładkę – Centrum oprgramowania. Bezprzewodowe układy scalone i modemy są obsługiwane przez opcjonalne niewolne pakiety oprogramowania sprzętowego.
W Solusie menedżer pakietów nie jest przeznaczony do użycia jako narzędzie do wdrażania, ale do budowania oprogramowania odróżniając go od mniej przyjaznych dla początkujących praktyk w innych systemach operacyjnych opartych na Linuksie.

### Oprogramowanie opracowane przez Solus
- Środowisko graficzne Budgie: pulpit bazujący na GTK+ 3, który ściśle integruje się ze zbiorem oprogramowania GNOME, wykorzystując podstawową technologię[35]. 25 stycznia 2017 r. ogłoszono, że Budgie 11 zostanie napisany w Qt[36]. Jednakże Joshua Strobl stwierdził następnie, że po ponownej ocenie podjęto decyzje, że wersja 11 będzie używała GTK+ 4[37];
  - Raven – pasek boczny, który służy jako panel apletów icentrum powiadomień;
  - Menu Budgie – szybki program do uruchamiania programów, segregujący programy według kategorii;
  - Budgie-wm – menedżer okien Budgie Desktop;
- eopkg(Evolve OS Package) – menedżer pakietów bazujący na PiSi z dystrybucji Pardus[33];
- ypkg – narzędzie do konwersji procesu budowania w operację pakowania[38];
- Centrum oprogramowania – nakładka graficzna do instalacji oprogramowania w Solusie[39];
- Brisk Menu – menu napisane wspólnie z zespołem programistycznym Ubuntu MATE, używane w Solus MATE[40].

## Bezpieczeństwo
W lipcu 2015 r. Solus ogłosił integrację poprawek Clear Linux, aby zdeprecjonować niezabezpieczone szyfry SSL, odpowiadając na post Arjana van de Vena w Google+.
W odpowiedzi na problemy bezpieczeństwa związane z projektem Linux Mint, które wystąpiły pod koniec lutego 2016 r. Solus wprowadził ulepszenia, udostępniając globalny klucz Solus GPG w sekcji pobierania. Joshua Strobl, menedżer ds. komunikacji w Solus, ogłosił rozdzielenie oficjalnych i społecznościowych serwerów lustrzanych na stronie pobierania, regularne kontrole i aktualizacje oficjalnych serwerów oraz „codzienne kontrole integralności każdego lustra ISO”.
W swoim centrum oprogramowania Solus ma szeroką gamę oprogramowania zabezpieczającego, od oprogramowania szyfrującego, takiego jak Veracrypt, po narzędzia do anonimizacji, takie jak Tor.
Solus integruje AppArmor zamiast SELinux w celu ograniczenia uprawnień programów.

## Popularność
Ze względu na prywatność użytkowników projekt Solus nie śledzi użytkowników, więc nie ma bezpośredniego i niezawodnego sposobu mierzenia popularności.
19 kwietnia 2018 r. Solus zajął 5 miejsce w 6-miesięcznym rankingu trafień w serwisie DistroWatch, który rejestruje częstotliwość kliknięć stron na własnej stronie, 3. miejsce wśród najpopularniejszych dystrybucji rolling release i osiągnął średnią ocenę od czytelników 8,7/10.

## Ocena
Solus 3 został uznany za jedną z najlepszych dystrybucji Linuksa w 2017 roku przez OMG! Ubuntu!
Matt Hartley pochwalił Solusa w swoim przeglądzie najlepszych systemów operacyjnych opartych na Linuksie w 2017 r., mówiąc „Być może najciekawsza dystrybucja w ostatnich latach […] przy unikalnym podejściu do logicznego przepływu pracy użytkowników, zarządzania pakietami i sposobu współpracy ze społecznościom. Widzę, jak robią wielkie rzeczy w przyszłości”.